# Jennifer Suhr
Jennifer ("Jenn") Suhr (nacida Stuczynski) - (Freedonia, Nueva York, 5 de febrero de 1982) es una atleta estadounidense especialista en salto con pértiga y actual plusmarquista al aire libre de su país con una marca de 4,92 m . lograda el 6 de julio de 2008 en Eugene, Oregón, y que es la segunda del ranking mundial de todos los tiempos .
El 3 de marzo de 2013 obtuvo el nuevo récord mundial en pista cubierta con una marca de 5,02 metros en los campeonatos de Estados Unidos que se disputaron en Albuquerque.
Actualmente reside en Churchville, Nueva York, y su entrenador es Rick Suhr.

## Resultados
| Año  | Competición                          | Lugar        | Puesto | Marca  |
| ---- | ------------------------------------ | ------------ | ------ | ------ |
| 2005 | Campeonato de EE. UU Indoor          | Boston       | 1.ª    | 4,35 m |
| 2006 | Campeonato de Estados Unidos Indoor  | Boston       | 3.ª    | 4,50 m |
| 2006 | Campeonato de Estados Unidos Outdoor | Indianápolis | 1.ª    | 4,55 m |
| 2006 | Final Mundial de la IAAF             | Stuttgart    | 3.ª    | 4,60 m |
| 2007 | Campeonato de Estados Unidos Indoor  | Boston       | 1.ª    | 4,60   |
| 2007 | Campeonato de Estados Unidos Outdoor | Indianápolis | 1.ª    | 4,45   |
| 2008 | Campeonato de EE. UU Indoor          | Boston       | 1.ª    | 4,70   |
| 2008 | Campeonato del Mundo Indoor          | Valencia     | 2.ª    | 4,75   |
| 2008 | Pruebas de Clasificación Olímpica    | Eugene       | 1.ª    | 4,92   |
| 2008 | Juegos Olímpicos                     | Pekín        | 2.ª    | 4,80   |
| 2009 | Campeonato de EE. UU Indoor          | Boston       | 1.ª    | 4,83   |
| 2012 | Juegos Olímpicos                     | Londres      | 1.ª    | 4,75   |
| 2013 | Campeonato Mundial                   | Moscú        | 2.ª    | 4,82   |
| 2015 | Juegos Panamericanos                 | Toronto      | 3.ª    | 4,60   |
| 2016 | Campeonato del Mundo Indoor          | Portland     | 1.ª    | 4,90   |

## Récords del mundo

### En pista cubierta
- 5,02 m (Albuquerque, 3 de marzo de 2013)